# 관복
관복(官服)이란 궁전에서 신하들이 입었던 옷을 가리키며, 문무백관 모두에게 관복이 존재했다. 관복은 모든 근무 복식을 통틀어 말하는 상위 개념으로서 하위에 각기 다른 목적으로 착용하는 의복이 존재한다.

## 종류
관복에는 조정에 나가 하례를 할 때 입던 예복인 조복과 평상시에 출석 시 입었던 옷인 공복, 일반 사무복, 즉 항상 입는 옷을 뜻하는 상복 그리고 군복(영복)으로 나뉜다. 상복은 가장 대표적인 조선시대 관복으로 남아 있다.

## 역사
관복은 상고시대 때부터 개념이 존재했으며 삼국시대에는 중국의 영향을 받은 복식이 존재한 것으로 알려져 있다. 백제의 경우 건국부터 중국의 문물 수용이 수월했기 때문에 중국식 명칭이 제정되었다. 좌평부터 나솔까지는 자주색을 입었으며 7등급인 장덕에서 대덕까지는 비색을 착용하였다. 이는 현재까지  밝혀진 신라의 관복 양식과도 아주 유사하다.
고려 때의 관복은 초기 자주색, 붉은색, 비색, 녹색의 4단계로 구분하여 차등 배급하였으며 직급 구분을 명확히 했다. 모든 신하의 모자와 혁띠에도 그 재질과 재료가 정해져 있었으며 대부분 모시나 삼베를 사용했다. 고려시대의 관복은 후에 실용성을 중시하도록 변화하여 검은 옷으로 통일되고 혁띠에만 차별의 의미를 부여하였다.
조선시대에 이르러서는 초기 고려의 모습을 받아들였다가 서서히 조선의 고유한 관복 형태로 정착했다. 그러나 그 형태 자체에서는 문양과 흉배를 제외하면 큰 틀이 거의 변하지 않은 시기이기도 하다. 조선은 건국 이래 명나라에 계속적으로 관복을 요구했기에 태종 3년에는 왕과 왕비의 복식이 정해지고 조선 태종 16년에 신하들의 관복이 제정되었다. 세종 16년에는 조복과 공복 등에 대한 관복의 기틀이 마련된다. 후에 단종 2년 흉배가 제정되었다. 내시들도 마찬가지로 흉배가 있는 관복을 입었는데, 이는 내시 김새신(金璽信)의 초상화, 그리고 구한 말 엘리자베스 키스가 그린 '내시'의 그림에서도 확인할 수 있다.
1. 국왕 : 용
2. 대군 : 기린
3. 도통사 : 사자
4. 제군 : 백택(사자 모양을 한 상상속의 동물)
5. 문관 1품 : 공작
6. 문관 2품 : 구름과 기러기
7. 문관 3품 : 꿩
8. 무관 1/2품 : 호랑이와 표범
9. 무관 3품 : 곰과 표범
10. 당상관 : 학[6]

일종의 직업복으로 볼 수 있는 관복은 겉옷의 형태였기 때문에 속에는 저고리와 바지를 입고 그 위에 입는 형태를 띠었다.
관복에는 복장의 차림에 따라 오른손에 들던 패인 아흘과 밑에 받쳐 입던 흰색 모시의 일종인 백삼, 혁띠 등 다양한 부속 장식이 포함되었다. 혁띠는 품계에 따라 그 색과 재질도 달랐다.

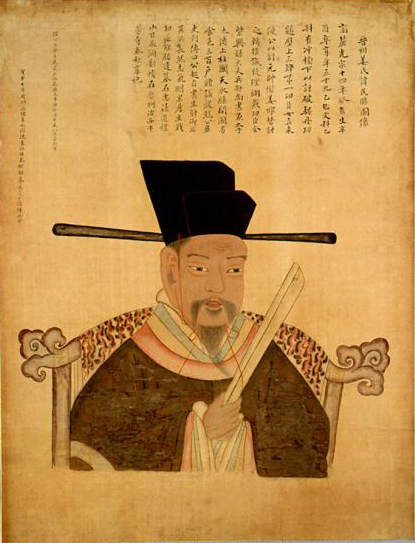
11세기 고려 시대의 관복(강민첨)
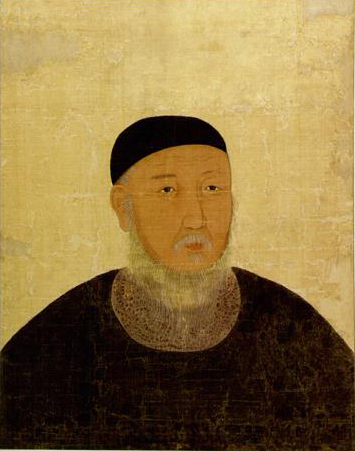
14세기 고려시대의 관복(염제신)
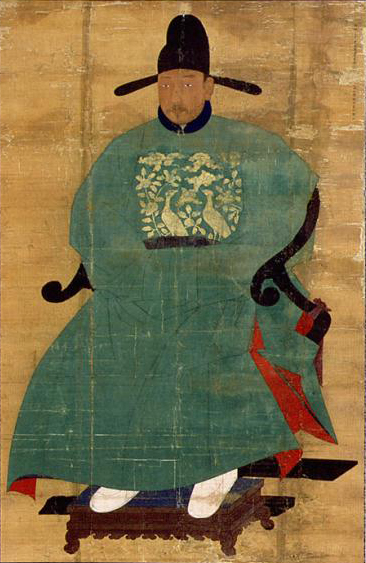
15세기의 관복(신숙주)
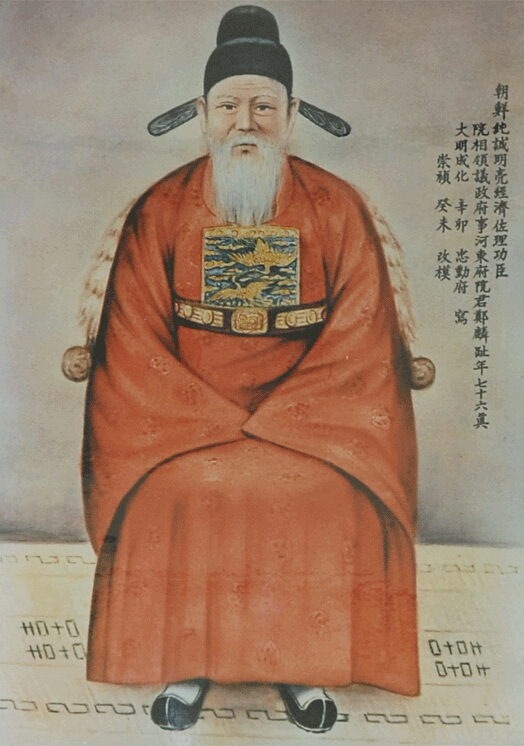
문성공 정인지의 관복
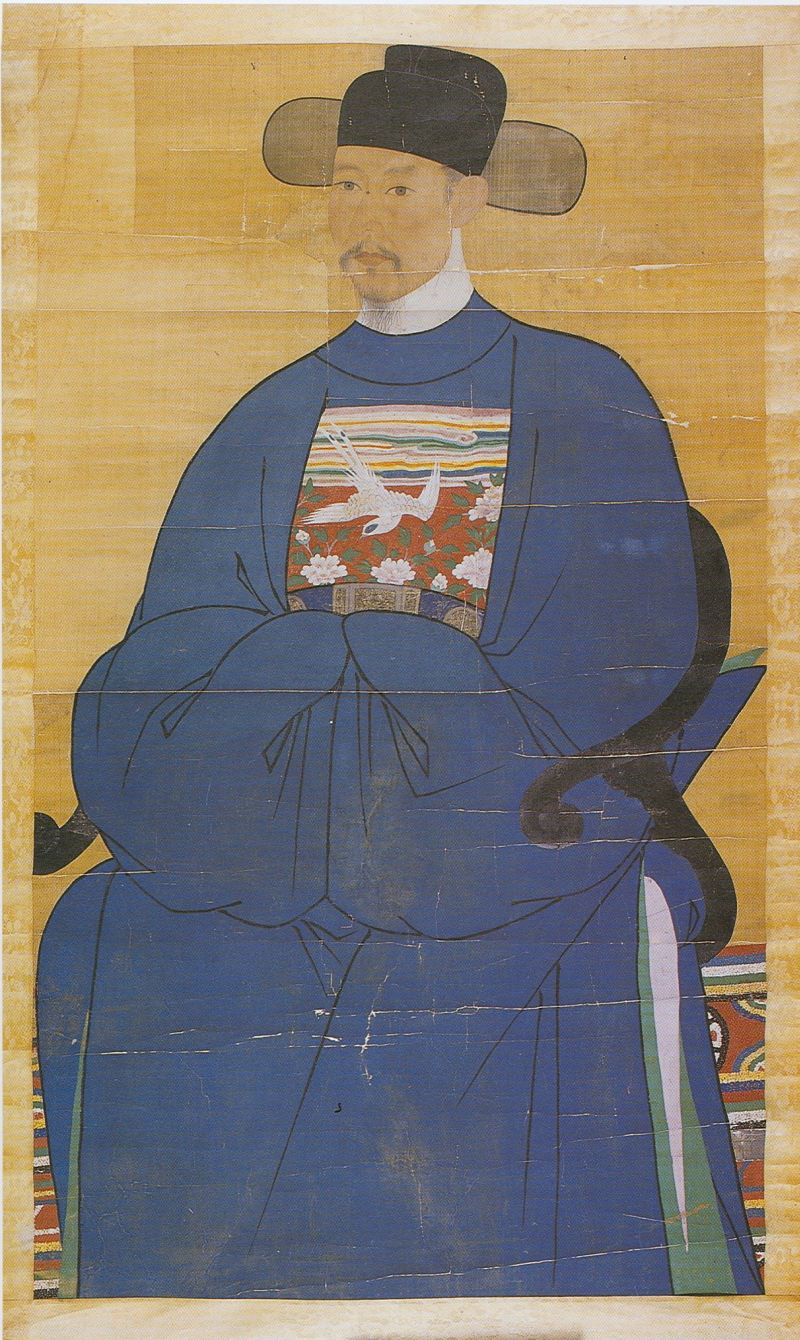
17세기의 관복(박정)
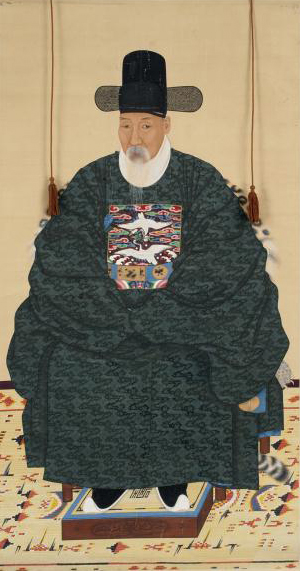
18세기 후반의 흑단령포(채제공)
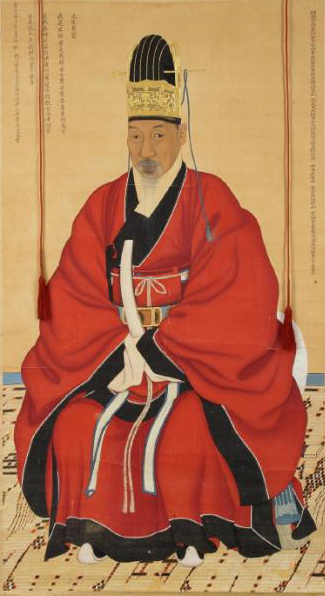
18세기 후반의 금관조복(채제공)
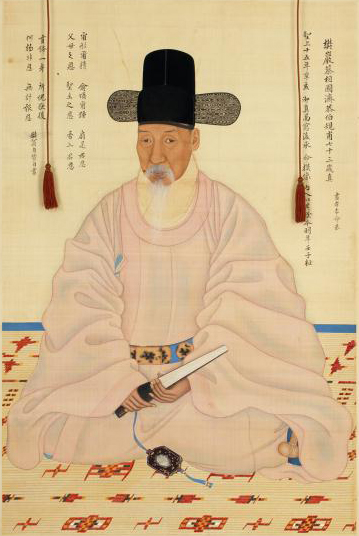
18세기 후반의 시복(時服)(채제공)

## 중국

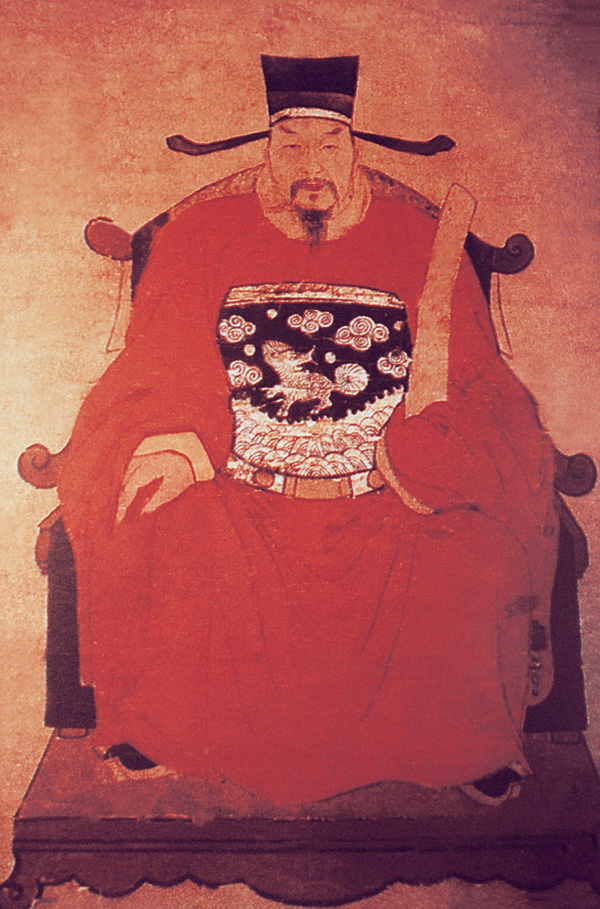
왕국광
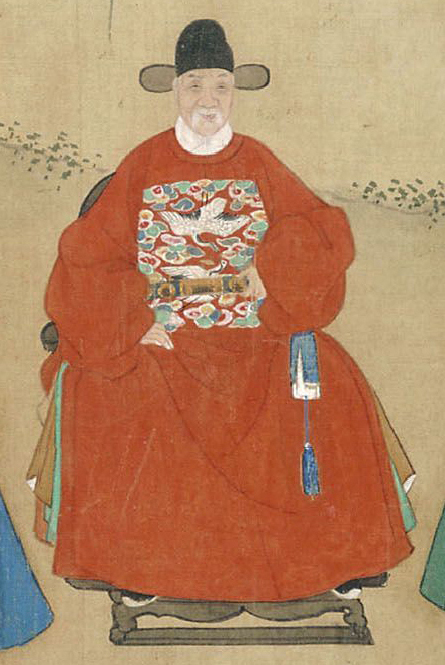
유대하(劉大夏)
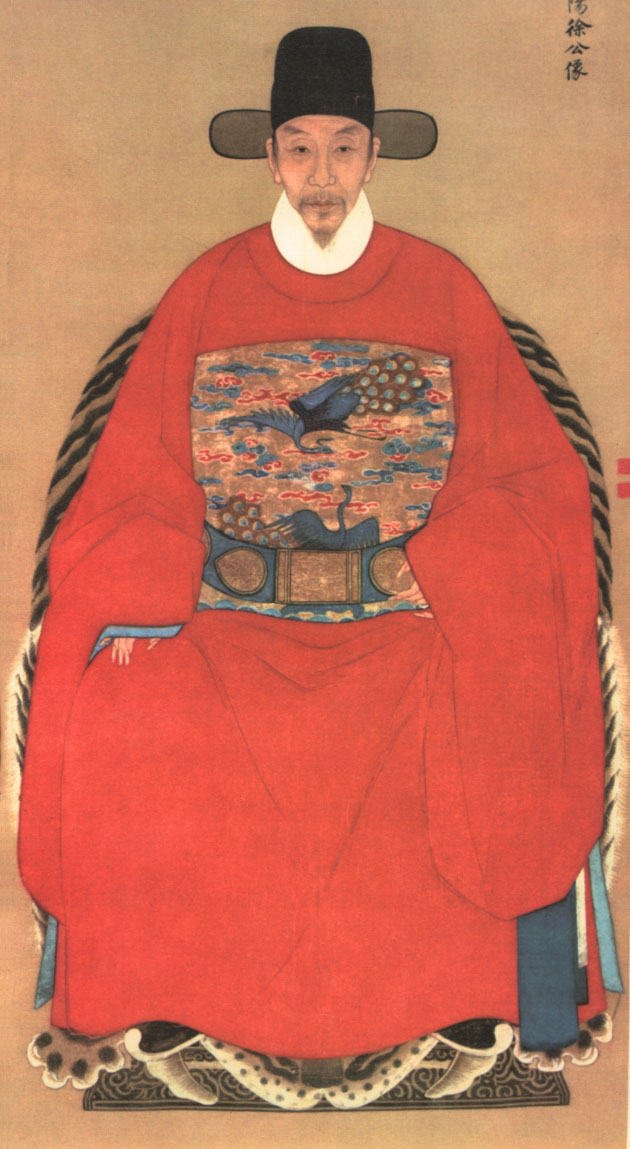
서여가(徐如珂)
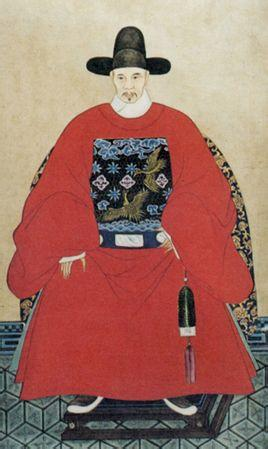
이개선(李開先)
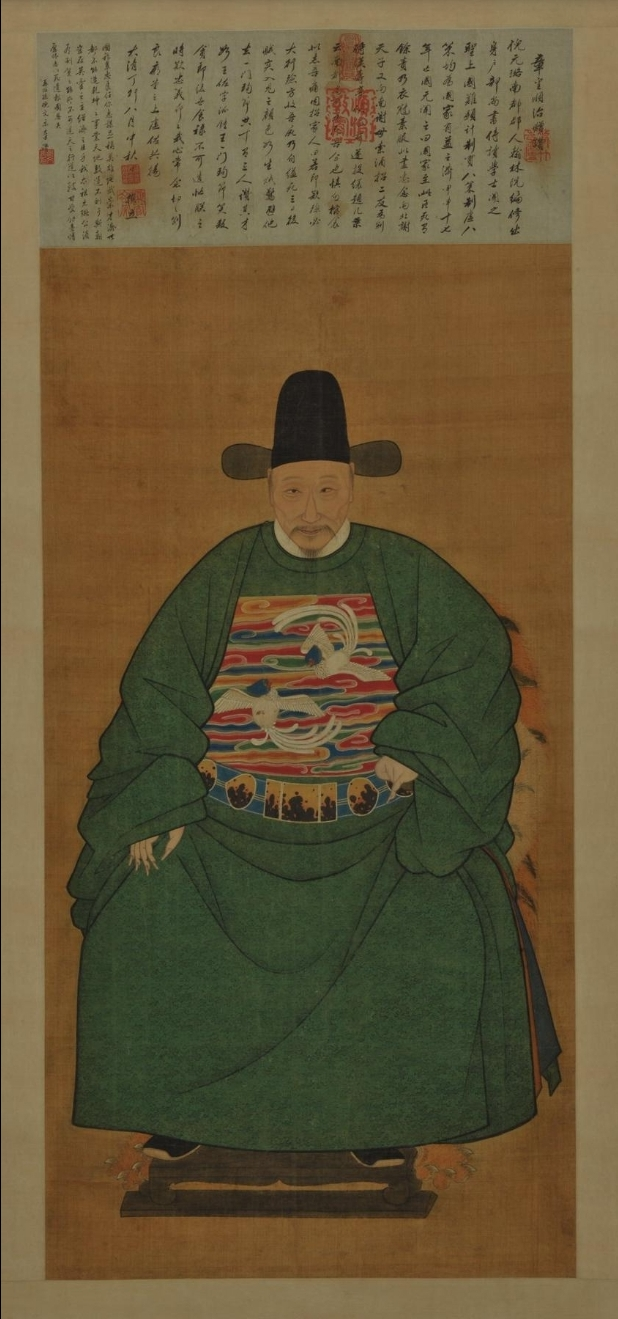
예원로(倪元璐)

## 같이 보기
- 한복
- 곤룡포
- 사모관대